# 鶴姫 (南部信順室)
鶴姫（つるひめ、天保7年9月13日（1836年10月22日） – 元治元年12月22日（1865年1月19日））は、八戸藩主南部信順の正室。父は八戸藩主南部信真、母は側室の菊。

## 生涯
八戸藩江戸屋敷にて信真の八女として誕生した。鶴姫が2歳の天保9年（1838年）4月26日に、薩摩藩主島津重豪の息子で26歳の島津信順（後の南部信順）と婿養子縁組をし、嘉永3年（1850年）6月15日に正式に信順と婚姻する。文久3年（1863年）2月に江戸屋敷から八戸城に移る。元治元年（1864年）6月19日に病に患い、12月22日に八戸城内にて死去する。八戸の南宗寺に葬られた。
鶴姫と信順は親子ほど年の離れた夫婦であり、鶴姫と信順の間には実子はいない（信順は側室との間には南部栄信、南部邦次郎（早世）、八百姫（島津貴敦室）、仁姫（早世）、聖姫（早世）、慶姫（後の董姫、櫛笥隆義室のち加藤明実継々室）の2男4女を儲けている）。
なお、鶴姫の婚礼調度品は青森県重宝に指定されており、現在八戸市博物館に展示されている。